# コルグ・KRONOS
KRONOS（クロノス）とはコルグが販売しているシンセサイザーの型番・商品名。M3の後継のフラッグシップミュージックワークステーションとして2011年に発売された。翌年の2012年には、内蔵メモリー容量、サンプラー機能などをアップグレードさせ、「X」の文字を加えKRONOS Xとなった。2014年にはKRONOS 2としてマイナーチェンジされた。2016年12月24日には、88鍵ながら、軽快な演奏ができるライト・タッチのKRONOS LSが発売された。2017年1月28日には、高級感あふれる限定ゴールド・カラーKORG KRONOS2-88 Goldが発売された。2019年には、KRONOS Special Editionが発売された。2020年3月27日にはtitanium カラー61鍵モデルのKRONOS2-61-TIが発売された。埼玉県で製造されている（株式会社コルテック製）。

## 概要
2005年、当時のフラッグシップモデルであったTRITONとは別系統のハイエンドモデルシンセOASYSが発売された。この機種は当時のコルグの技術力の集大成とも言うべき陣容を誇ってきたが、価格が非常に高い完全プロユースモデルであり、一般への普及とは程遠かった。KRONOSはこのOASYSを技術更新とコストダウンによって再構築したモデルと言える。OASYSは発売時期の関係でPentium 4とHDDが採用されていが、KRONOSはATOMを採用することで省電力となり、またSSDを採用することで耐衝撃性を向上させている。OASYSにあったトリガーパッド、CD-Rドライブ、ポップアップ液晶パネルなどの機構は省略されている。
外見はごく一般的なハードウェアシンセサイザーであるが、PCテクノロジーをベースにしているのが特徴である。デュアルコアATOMプロセッサを搭載したIntel製mini-ITXマザーボードを心臓部とし、SSDを2次記憶媒体としている。OSはKORGが独自にビルドしたカスタムカーネルを持つ32bit Linuxである。シンセサイザー機能はすべてソフトウェアで実装されている。このような構成により、発音方式が異なる9種類のシンセサイザーが1台の中に収まっており、内蔵PCM音源はハードウェアシンセサイザーとしては破格の大容量であり、幅広い音色を出すことが可能である。

## シリーズ一覧

### KRONOS
2011年発売。61鍵セミウェイテッド鍵盤モデル、73/88鍵リアルハンマーRH3鍵盤モデルの、鍵盤数が異なる3モデルがある。メーカーに返送することで、KRONOS-X同等に有償改造することができる。メインメモリは2GB-DDR2 SO-DIMMである。

### KRONOS X
2012年発売のマイナーチェンジモデル。鍵盤ラインナップはKRONOSと同様。SSDの容量増加、メインメモリの容量増加(2GB→4GB)が行われている。OSが小改訂され、ユーザープログラムバンクが8つ増えた。オプションとなる拡張大容量ピアノ/ストリングス/ドラム音色のデータがロック状態でプリインストールされている(アンロックキーは別途購入)。

### KRONOS 2
2014年11月発売のマイナーチェンジモデル。WebサイトアドレスではKRONOS 2となっているが、製品名は単にKRONOSとなっており、実質的なKRONOSの3代目に相当する。側面が木目調に変更され、一部の音源が強化された。

### KRONOS Platinum Edition
2016年２月に発表されたプラチナムカラーの限定色。88鍵のみの発売。基本はKRONOS 2と全く同じだが、本体カラーがプラチナムカラーで側板が黒のものに変更されている。なお、製造はKORG USAで製造され、日本には50台のみ入荷した。

### KRONOS LS
88鍵のみ。オルガンやシンセの速いフレーズやグリッサンドが弾きやすい、軽いタッチの鍵盤を採用。鍵盤自体の構造も見直し、61鍵モデルより、複雑なコードや難易度の高いフレーズの演奏でも、ベロシティのコントロールがしやすくなった。既存の88鍵ウェイテッド・モデルに対して、6.3kgの軽量化を図っている。

### KORG KRONOS2-88 Gold
カラー以外の仕様は、すべてKRONOS-88鍵の通常モデルに準じる。美しくも柔らかい光を放つゴールドのパネルに木目の持つ暖かみを際立たせるサンバースト・カラーのサイド・ウッドを配し上質感のあるデザインを採用した数量限定モデル。

### KRONOS Special Edition
2019年2月24日発売。KRONOS 2の筐体を赤いグラデーション・デザインにして、クラシックに、ジャズに、近年急激に注目度の上がってきているイタリア製グランド・ピアノや情緒的に歌い上げるようなオーケストラル・ストリングス、ブラス、ウッド・ウィンド、クアイアー 、フレーズなどを収録したKApro Showcaseのサウンド・ライブラリーを音源部に追加したモデル。ナチュラル・タッチ・セミ・ウェイテッド鍵盤を採用した61鍵のKRONOS2-61-SE、ピアノタッチのRH3（リアル・ウェイテッド・ハンマー・アクション3）を採用した73鍵のKRONOS2-73-SE、同じくピアノタッチのRH3を採用した88鍵のKRONOS2-88-SEの3機種がある。

### KRONOS2-61-TI
素材の質感が際立つチタン・カラー仕様で、KRONOS では初めて側板に明るい色合いのメイプル材を採用。また、KRONOS Special Editionに引き続き、イタリア製グランド・ピアノを追加搭載。海外サイトで公開されている88鍵モデルは国内での発売は予定されていない。

## 主な特徴
- Intel ATOMデュアルコアプロセッサ/32bit Linux OS上で動作するソフトウェアシンセサイザーをハードウェアシンセサイザーの筐体でパッケージング。
- 73/88鍵盤モデルはリアルハンマーアクションのRH3鍵盤を搭載。
- 9種類のバーチャルシンセサイザー/バーチャル鍵盤楽器を内蔵。PCM、バーチャルアナログ、FM、ドローバーオルガン、エレクトリックピアノなど、様々な発音方式を利用できる。
- ウェーブシーケンス機能。KORG Wavestationと同等の、短い波形をパッチワークのようにつないで新たな音を作り出す機能を持つ。
- ワークステーション機能。特に新たな機能があるわけではないが、MIDIシーケンサーとオーディオトラックに対応したマルチトラックレコーダーを内蔵している。左側のツマミやボタン、スライダーがコントロールサーフェスとして機能。
- KARMA機能。OASYS, M3にも搭載された高機能アルペジエーターのKARMAを搭載している。
- サンプリング機能。
- TouchViewタッチ機能付きカラー液晶画面を搭載。
- OASYSや、M3のようなトリガーボタンはないが、microKEYやnanoPAD2などのUSB MIDIコントローラーを接続することにより拡張が可能。
- MIDIやオーディオとして機能するUSB2.0端子搭載。オンボードEthernet端子はないが、LinuxのTCP/IPスタックは搭載されており、対応USBネットワークアダプタを接続することによりFTPサーバとなり、ネットワーク経由でファイルを転送することができる。
- オートパワーオフ。標準設定では4時間操作がないと自動的に電源が切れる。

## 音源の構成
OASYSから継承された音源を中心とした9種類のシンセシスエンジンを搭載している。このうちPCM音源のHD-1音源と、それ以外の音源（まとめてEXi音源と称される）を混合して同一プログラムバンクに保存できないという制限がある。プログラムバンクは初期化時にHD-1用バンクかEXi用バンクかのどちらかを選ぶ。1つのプログラムは最大2つのシンセサイザーレイヤーで構成される。それぞれのレイヤーはHD-1どうし、あるいはEXiどうしでなければならないという制約がある。EXiに含まれる8つのシンセシス方式はどれでも任意にレイヤーとして組み合わせ可能である（AL-1を2つレイヤー、あるいはMOD-7とPolysixEXをレイヤーするなど）。
HD-1
大容量PCM音源。48KHzでサンプリングされている。
AL-1
バーチャルアナログシンセサイザー。2OSC+サブオシレータで構成される。オシレーターシンク可能。いわゆるSuperSAW波形を搭載。
PolysixEX
1982年に発売されたアナログポリフォニックシンセサイザー、KORG Polysixのバーチャル楽器。
MS20EX
1978年に発売されたモノフォニックシンセサイザー、KORG MS20のバーチャル楽器。ポリフォニックにもできる。
MOD-7
コルグの物理モデルシンセサイザーProphecy、Z1などのVPM(Variable Phase Modulation)アルゴリズムのテクノロジーをベースにしたVPMシンセシス音源。DX7の音色データをそのまま読み込むこともできる。PCMでオペレータを変調できたりデジタルフィルタを搭載したりなど、RCM音源に近い機能を持つ（SYシリーズと完全等価ではない）。
STR-1
撥弦系の物理モデリング音源。
CX-3
1980年発売のドローバーオルガンKORG CX-3をシミュレート。ロータリースピーカーシミュレータはOS2.0で改訂され、よりリアルになった。
SGX-1
グランドピアノ音源。ノンループの全鍵ベロシティサンプリングされた4GBもの大容量で、標準搭載されるのはスタンウェイとYAMAHA CFの2種。KRONOS 2ではSGX-2にバージョンアップ。ストリング・レゾナンスシミュレーション、12段階ベロシティ、ソフトペダル対応のベルリン・グランドが加わった。
EP-1
エレクトリックピアノ音源。Rhodes、ウーリッツァーの他、改造RhodesのDyno-Myピアノも収録。アンプシミュレーター、エフェクト、トレモロの搭載でリアルなエレピ音を出せる。

## 短所
- 起動時間の遅さ。LinuxをOSにする関係で、ブートに2分以上かかり、ライブで電源が落ちた時に再び音が出るまでに長大な時間を要する。
- 冷却ファン音。空冷CPUクーラーのノイズがかすかに聞こえる。

## 主なユーザー
日本人アーティスト
- 小室哲哉
- 今野登茂子(プリンセスプリンセス)
- sat
- Chizuco(THE SHEGLAPES)

海外アーティスト
- デレク・シェリニアン
- グレッグ・フィリンゲインズ
- ハービー・ハンコック
- ジョーダン・ルーデス
- ツォーマス・ホロパイネン
- ヴァンゲリス
- キース・エマーソン
- ジョージ・デューク

他、多数のアーティストが使用している。